# Portal Uai
Portal Uai é um portal de internet dos Diários Associados criado em 1996. Em 2021, somava 170 milhões de visualizações por mês e era o único portal regional a figurar entre os dez maiores do Brasil.

## História
Os Diários Associados foi um dos primeiros jornais a criar uma página na internet, quando o Estado de Minas fez sua estreia online em 12 de setembro de 1995. Ele foi precedido apenas pelo Jornal do Brasil. O portal foi lançado em 29 de janeiro de 1996, um pouco depois dos Diários Associados lançarem seu próprio provedor de internet. O projeto foi idealizado por Geraldo Teixeira da Costa Neto.
Em 2021, o portal foi renovado. O site tornou-se mais rápido e amigável para diversas plataformas, investiu em novos conteúdos regionais e de multimídia e fez parceria com o Google Notícias. Também aumentaram a personalização, com as funcionalidades "Canais Favoritos" e "Notícias da sua região".

## Conteúdo
Seu conteúdo é principalmente de notícias locais de Minas Gerais, incluindo jornalismo, moda, música, futebol e guia de pesca. Entre seus cadernos, estão o Vrum, Classificados e o Lugar Certo. Após sua reformulação, foram criados novos editoriais, como o DiversEM, sobre assuntos relacionados a inclusão, e Uai Agro, sobre notícias do agronegócio. O portal também conta com podcasts, como Pouquinho, que entrevista famosos em uma conversa informal, e aplicativos, como o Uai Chef, que oferece descontos em restaurantes de Belo Horizonte e no Cinemark. O portal também hospeda outros jornais ligados aos Diários Associados, como o Estado de Minas, Guarani FM e TV Alterosa.
Um trabalho publicado em 2012 na Revista Intercâmbio da PUC São Paulo fez uma análise de discurso das reportagens sobre sustentabilidade do portal em 2010 e concluiu que as matérias eram ideologicamente enviesadas para construir uma boa imagem do Brasil em assuntos ambientais.

## Serviços
O Portal Uai faz parte da A4D, que oferece soluções de marketing digital para empresas. O portal também oferece uma central de e-mails (UAI Webmail) nos domínimos UAIVIP e UAIMAIL e serviço de armazenamento em SSDs (UAI Storage).